# D.C. Fontana
Dorothy Catherine Fontana, más conocida como D.C. Fontana (Sussex, Nueva Jersey, 25 de marzo de 1939-Los Ángeles, California, 2 de diciembre de 2019), fue una guionista de televisión estadounidense. También escribió bajo los seudónimos Michael Richards y J. Michael Bingham.

## Star Trek
A principios de los años sesenta, Fontana trabajaba como asistente personal de Gene Roddenberry, principal fuerza creativa de la serie Star Trek. Como secretaria de Roddenberry, fue una de las primeras personas que vio su concepto original de la serie en 1964. Trabajó en la serie como editora de las historias y escritora de continuidad. Redactó alrededor de una docena de episodios, incluido Charlie X, el segundo episodio en emitirse, y retocó muchos otros. En particular, desarrolló los personajes del Sr. Spock y su familia en el guion de Viaje a Babel.
Dentro de la franquicia Star Trek, colaboró en la serie de animación de 1973 y 1974, siendo además productora de la misma. En la serie Star Trek: La nueva generación, fue coautora del guion del capítulo piloto y de algunos otros episodios de la primera temporada.
En la serie Star Trek: Espacio profundo nueve participó en el desarrollo del personaje de Jadzia Dax, principalmente en el capítulo Dax.

## Otras obras
Fontana también redactó guiones para series como The Six Million Dollar Man, Babylon 5, The Waltons, Dallas, The Streets of San Francisco, Kung fu, Bonanza, The High Chaparral, Here Come the Brides, The Big Valley y Ben Casey.
Escribió tres libros, The Brazos River, Vulcan's Glory y The Questor Tapes. Este último es una novelización de una película de televisión, obra de Gene Roddenberry, en la que aparece el personaje de un androide que es el precursor de Data.

## Otras actividades y premios
Fue nominada para el Writers Guild Award en 1969 por Two Percent of Nothing, episodio de Then Came Bronson. En 2002 recibió el Morgan Cox Award por sus muchos años de trabajo en la asociación.
Ha enseñado escritura de guiones en el American Film Institute.
Fontana se casó con Dennis Skotak, artista de efectos visuales.

## Fallecimiento
Fontana falleció la tarde del 2 de diciembre de 2019 a causa de un cáncer.